# Stara Synagoga w Tarłowie
Stara Synagoga w Tarłowie – pierwsza tarłowska synagoga zbudowana na mocy przywileju właściciela miasta w 1617 roku opodal rynku przy dzisiejszej ulicy Ostrowieckiej. Synagoga spłonęła w 1770 roku. Około 1786 roku na jej miejscu wybudowano nową większą synagogę.